# Armando Marques (tir sportif)
Cet article concerne un tireur sportif portugais. Pour l'arbitre brésilien de football, voir Armando Marques.
Pour les articles homonymes, voir Marques (homonymie).
Armando da Silva Marques, né le 1er mai 1937 à Carnaxide, est un tireur sportif portugais.

## Palmarès
Armando Marques remporte la médaille d'argent aux Jeux olympiques d'été de 1976 à Montréal à la fosse olympique, avec 189 points.